# نایلز (داکوتای شمالی)
نایلز (به انگلیسی: Niles) یک منطقهٔ مسکونی در ایالات متحده آمریکا است که در شهرستان بنسون، داکوتای شمالی واقع شده‌است. نایلز ۴۶۴ متر بالاتر از سطح دریا واقع شده‌است.